# Open de Dongguan de snooker 2014
L'Open de Dongguan 2014 est un tournoi de snooker classé mineur, qui s'est déroulé du 4 au 8 mars 2014 au Dongcheng Sports Garden de Dongguan en Chine. 

## Déroulement
Il s'agit de la douzième épreuve du championnat européen des joueurs, une série de tournois disputés en Europe (8 épreuves) et en Asie (4 épreuves), lors desquels les joueurs doivent accumuler des points afin de se qualifier pour la grande finale à Preston.
L'événement compte un total de 125 participants dans le tableau final (3 joueurs ont obtenu un bye au premier tour). Le vainqueur remporte une prime de 10 000 £.
Le tournoi est remporté par Stuart Bingham qui domine Liang Wenbo en finale 4 manches à 1. Bingham continue d'obtenir de bons résultats dans les tournois asiatiques, après avoir engrangé deux succès la saison dernière.

## Dotation
La répartition des prix est la suivante :
- Vainqueur : 10 000 £
- Finaliste : 5 000 £
- Demi-finaliste : 2 500 £
- Quart de finaliste : 1 500 £
- 8èmes de finale : 1 000 £
- 16èmes de finale : 600 £
- Deuxième tour : 200 £
- Dotation totale : 50 000 £

## Phases finales
|  | Quarts de finale au meilleur des 7 manches | Quarts de finale au meilleur des 7 manches | Quarts de finale au meilleur des 7 manches |                |               | Demi-finales au meilleur des 7 manches | Demi-finales au meilleur des 7 manches | Demi-finales au meilleur des 7 manches |  |  | Finale au meilleur des 7 manches | Finale au meilleur des 7 manches | Finale au meilleur des 7 manches |
|  |                                            |                                            |                                            |                |               |                                        |                                        |                                        |  |  |                                  |                                  |                                  |
|  |                                            | Liang Wenbo                                | 4                                          |                |               |                                        |                                        |                                        |  |  |                                  |                                  |                                  |
|  |                                            | Dechawat Poomjaeng                         | 2                                          |                |               |                                        |                                        |                                        |  |  |                                  |                                  |                                  |
|  |                                            | Dechawat Poomjaeng                         | 2                                          |                | Liang Wenbo   | 4                                      |                                        |                                        |  |  |                                  |                                  |                                  |
|  |                                            |                                            |                                            |                | Liang Wenbo   | 4                                      |                                        |                                        |  |  |                                  |                                  |                                  |
|  |                                            |                                            | Yu Delu                                    | 2              |               |                                        |                                        |                                        |  |  |                                  |                                  |                                  |
|  |                                            | Yu Delu                                    | Yu Delu                                    | 2              | 4             |                                        |                                        |                                        |  |  |                                  |                                  |                                  |
|  |                                            | Yu Delu                                    |                                            |                | 4             |                                        |                                        |                                        |  |  |                                  |                                  |                                  |
|  |                                            | Tom Ford                                   | 2                                          |                |               |                                        |                                        |                                        |  |  |                                  |                                  |                                  |
|  |                                            |                                            |                                            |                |               |                                        |                                        |                                        |  |  |                                  | Liang Wenbo                      | 1                                |
|  |                                            |                                            |                                            | Stuart Bingham | 4             |                                        |                                        |                                        |  |  |                                  |                                  |                                  |
|  |                                            | Gary Wilson                                | 1                                          |                |               |                                        |                                        |                                        |  |  |                                  |                                  |                                  |
|  |                                            | Cai Jianzhong                              | 4                                          |                |               |                                        |                                        |                                        |  |  |                                  |                                  |                                  |
|  |                                            | Cai Jianzhong                              | 4                                          |                | Cai Jianzhong | 2                                      |                                        |                                        |  |  |                                  |                                  |                                  |
|  |                                            |                                            |                                            |                | Cai Jianzhong | 2                                      |                                        |                                        |  |  |                                  |                                  |                                  |
|  |                                            |                                            | Stuart Bingham                             | 4              |               |                                        |                                        |                                        |  |  |                                  |                                  |                                  |
|  |                                            | Stuart Bingham                             | Stuart Bingham                             | 4              | 4             |                                        |                                        |                                        |  |  |                                  |                                  |                                  |
|  |                                            | Stuart Bingham                             |                                            |                | 4             |                                        |                                        |                                        |  |  |                                  |                                  |                                  |
|  |                                            | Jack Lisowski                              | 2                                          |                |               |                                        |                                        |                                        |  |  |                                  |                                  |                                  |

## Finale
| Finale au meilleur des 7 manches Arbitre : ???  |                          |                           |
| Liang Wenbo Chine                               | 1 - 4 ( - )              | Stuart Bingham Angleterre |
| 0 81                                            | Centuries Meilleur break | 0 76                      |
| Stuart Bingham remporte l'Open de Dongguan 2014 |                          |                           |